# برناردو رزنده
برناردو روشا د رزنده معروف و شناخته شده با نام‌های برناردینیو و رزنده (زاده ۲۵ اوت ۱۹۵۹ در ریودو ژانیرو) بازیکن سابق و مربی فعلی والیبال اهل برزیل است. رزنده در حال حاضر هدایت باشگاه ریودو ژانیرو را بر عهده دارد. رزنده از نظر کسب مدال با ۴۵ قهرمانی به عنوان پرافتخارترین سرمربی تیم‌های ورزشی در جهان شناخته می‌شود.
رزنده از سال ۲۰۰۱ تا ۲۰۱۶ هدایت تیم ملی برزیل را بر عهده داشت، دوباره از سال ۲۰۲۳ سرمربی این تیم شد .

## حرفه‌ای

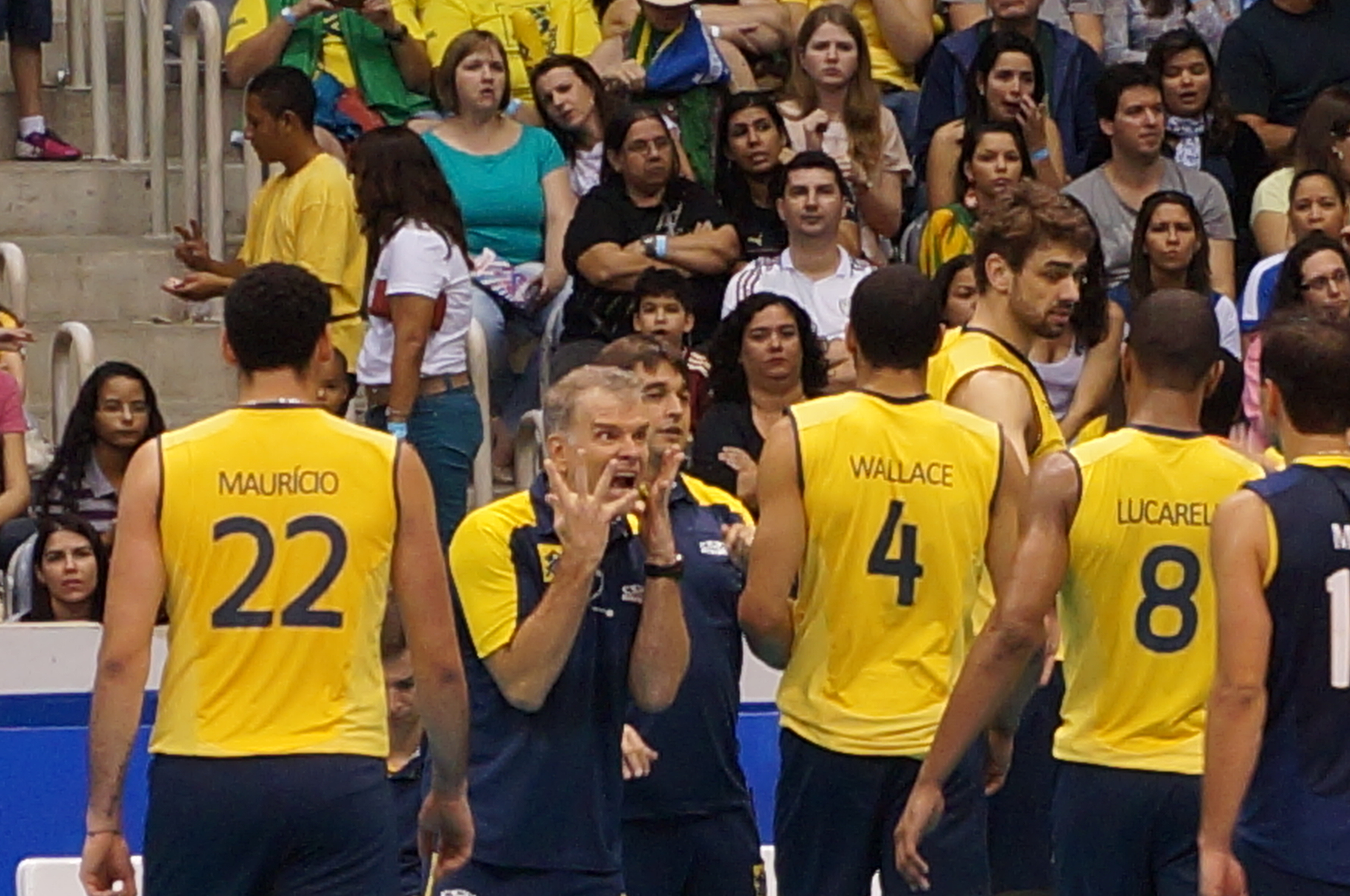
برناردو روشا د رزنده در جمع بازیکنان تیم ملی برزیل

### بازیکن
رزنده از سال ۱۹۷۲ تا ۱۹۸۸ در تیم‌های فلومیننس، بوآویستا، فلامینگو و واسکو دو گاما توپ زد. او از سال ۱۹۷۹ تا ۱۹۸۵ نیز عضو تیم ملی برزیل بود و موفق شد با برزیل به مدال نقره المپیک ۱۹۸۴ لس آنجلس برسد و همچنین در طول عضویت خود در تیم ملی برزیل مدال طلا قهرمانی آمریکای جنوبی ۱۹۸۱، مدال برنز جام جهانی ۱۹۸۱، مدال نقره قهرمانی جهان ۱۹۸۲، مدال طلا بازی‌های پان امریکن ۱۹۸۳، مدال طلا قهرمانی آمریکای جنوبی ۱۹۸۳، مدال نقره جام سه جانبه قهرمانی آمریکای جنوبی ۱۹۸۵ و مدال طلا قهرمانی آمریکای جنوبی ۱۹۸۶ را به دست آورد.

### مربی

#### ملی
رزنده در سال ۱۹۸۸ با خداحافظی از بازی در دنیای والیبال برای شروع کار مربیگری خود به عنوان دستیار ببتو د فریتاس در بازیهای المپیک سئول آغاز به کار کرد. دو سال بعد به عنوان سرمربی تیم زنان پروجا انتخاب شد و جام حذفی ایتالیا ۱۹۹۲ را برای پروجا به ارمغان آورد و سال بعد هم در ایتالیا ماندگار شد و به عنوان مربی باشگاه مودنا کار خود را تا سال ۱۹۹۳ ادامه داد. او در سال ۱۹۹۴ به برزیل بازگشت و به عنوان سرمربی تیم ملی والیبال زنان برزیل انتخاب شد و تا سال ۲۰۰۰ در این سمت به فعالیت خود ادامه داد و حاصل کار او سه قهرمانی جایزه بزرگ جهان، سه قهرمانی آمریکای جنوبی، یک قهرمانی بازی‌های پان آمریکن و دو قهرمانی جام مسترز مونترو بود. برناردو پس از این موفقیت‌ها در سال ۲۰۰۱ سرمربی تیم ملی والیبال مردان برزیل شد و قراردادی چند ساله امضا نمود. رزنده در همین سال اول توانست مدیریت و قدرت مربیگری خود را به رخ بکشد و برزیل را قهرمان قهرمانی آمریکای جنوبی، لیگ جهانی و بازی‌های پان امریکن در سال ۲۰۰۱ نمود. او سال بعد در قهرمانی جهان ۲۰۰۲ بعد از چند سال برزیل را دوباره قهرمان جهان کند. در سال ۲۰۰۳ برزیل در ادامه درخشش خود با رزنده، جام قهرمانی لیگ جهانی، قهرمانی آمریکای جنوبی و جام جهانی را کسب کرد. در ۲۰۰۴ رزنده المپیک را پیش رو داشت و توانست برزیل را با قدرت به فینال المپیک ۲۰۰۴ برساند و در نهایت برزیل را با هدایت خود با پیروزی ۳ بر ۱ مقابل ایتالیا به مدال طلا المپیک برساند. رزنده در ۲۰۰۵ هنوز به مربیگری مردان برزیل ادامه داد و چهار مدال بین‌المللی دیگر، طلا در لیگ جهانی، طلا در مسابقات قهرمانی آمریکای جنوبی و طلا در جام بزرگ قهرمانان جهان در ژاپن را به ارمغان آورد. در ۲۰۰۶ نیز برای پنجمین بار قهرمانی لیگ جهانی را به دست آورد. در ۲۰۰۷ رزنده دوباره به اوج رسید و مدال طلا جام جهانی، بازی‌های پان امریکن، قهرمانی آمریکای جنوبی و لیگ جهانی را با قدرت به دست آورد و در این سال به او لقب گلدن من را دادند. در ۲۰۰۸ رزنده با شکست بدی مواجه شد و به جز مدال نقره المپیک ۲۰۰۸ نتوانست هیچ عنوان معتبری را برای برزیل به ارمغان آورد. با این حال در سال ۲۰۰۹، مربی بعد از تجربه‌ای تلخ برزیل را جوان تر کرد و توانست در قهرمانی آمریکای جنوبی، جام بزرگ قهرمانان جهان و لیگ جهانی موفق ظاهر شود و دوباره طلا را کسب کند. در سال ۲۰۱۰ عملکرد رزنده به مانند سال گذشته رقم خورد و مدال طلا جام بزرگ قهرمانان جهان و لیگ جهانی را دوباره برای طلایی پوشان سرزمین قهوه با هدایت رزنده به عمل آمد و در گام آخر نیز قهرمان جام واگنر شد. مدال طلا و قهرمانی بازی‌های پان امریکن اولین دست‌آورد رزنده برای برزیل در سال ۲۰۱۱ بود و در ادامه نیز موفق شد برای بار ششم برزیل را قهرمان قهرمانی آمریکای جنوبی کند. در سال ۲۰۱۲ رزنده، دوباره برای برزیل سال بدی را رقم زد و با تمرکز برای المپیک ۲۰۱۲ توانست برای دومین بار با شکست مقابل ۳ بر ۲ روسیه مدال نقره را به تالار افتخارات خود و برزیل اضافه کند. در سال ۲۰۱۳ زمزمه جدایی او از برزیل در رسانه‌ها پخش شد اما در نهایت دوباره قرارداد خود را با سبز و زرد پوشان سرزمین قهوه تمدید نمود و در اولین گام قهرمانی جام بزرگ قهرمانان جهان را برای سومین بار به دست آورد. رزنده در سال ۲۰۱۴ لیگ جهانی و قهرمانی جهان را در پیش رو داشت و در گام نخست نایب قهرمانی لیگ جهانی و بعد از چند ماه با هدایت خود برزیل را به فینال قهرمانی جهان رسانید و در نهایت با شکست ۳ بر ۱ در مقابل میزبان یعنی لهستان به مقام نایب قهرمانی رسید. وی در سال ۲۰۱۶ تیم خود را برای المپیک آماده کرد و تا پای فینال پیشرفت و این بار تیم برزیل با هدایت او موفق به کسب مدال طلا المپیک ریو ۲۰۱۶ شد. برناردو رزنده پس از کسب مدال طلای المپیک ریو، در اوج، با کوله باری از تجربه، افتخار و محبوبیت پس از گذراندن ۱۶ سال رؤیایی در سمت سرمربیگری برزیل، از این سمت کناره‌گیری و اعلام بازنشستگی کرد.

#### باشگاهی
رزنده در رده باشگاهی نیز ریودو ژانیرو را تا سال ۲۰۱۵، هفت بار به مقام قهرمانی سوپرلیگ برزیل رساند. سه قهرمانی جام بین‌المللی، سه قهرمانی جام سالنپاس، یک قهرمانی سوپر جام و کاپ پارانا و یک قهرمانی جام حذفی برزیل از دیگر دست‌آوردهای او برای باشگاه والیبال زنان ریودو ژانیرو است.

## جوایز فردی
- بهترین مربی سوپر لیگ زنان برزیل ۲۰۰۸
- بهترین مربی سوپر لیگ زنان برزیل ۲۰۱۱
- بهترین مربی تاریخ والیبال از نگاه ای‌اس‌پی‌ان ۲۰۱۱
- جزو بهترین مربیان تاریخ ورزش از نگاه والیبال گلوب ۲۰۱۲

## شخصی
برناردینیو در ابتدا با ورا موسی مدل لباس و بازیکن تیم ملی والیبال زنان برزیل ازدواج کرده بود که حاصل این ازدواج برونو رزنده بود. رزنده پس از جدایی در سال ۱۹۹۰ با فرناندا ونتورینی بازیکن سابق تیم ملی والیبال زنان برزیل ازدواج کرد و حاصل ازدواج آن‌ها دو فرزند به نام‌های جولیا و ویکتوریا است.

### کارآفرینی
رزنده علاوه بر مربیگری به عنوان یک کارآفرین هم فعالیت می‌کند. بخشی از مراکز و موسسه‌های او:
- مجموعه رستوران‌های دلیریو تروپیکال که شامل ۹ رستوران است.
- گروه بودی تک، که بزرگترین شبکه آکادمی ژیمناستیک در جنوب آمریکا است و با ۵۰ شعبه در حال فعالیت است.
- مؤسسه کمپارتیلار یک سازمان غیردولتی به منظور حمایت از جوانان در جوامع فقیر از طریق ورزش است.
- مؤسسه آموزشی ادوک، یک مؤسسه آموزشی به منظور فراگیری‌های علمی و آنلاین است.